# Thibault Klidjé
Thibault Klidjé (Togo, 2001. július 10. –) togói válogatott labdarúgó, a svájci Luzern csatárja.

## Pályafutása

### Klubcsapatokban
Klidjé Togóban született. Az ifjúsági pályafutása alatt megfordult a Future Stars Agoe akadémiájánál.
2017-ben mutatkozott be az Espoir Tsevie felnőtt keretében. 2018-ban a Gomidóhoz, majd 2020-ban a francia Bordeaux tartalékcsapatához igazolt. 2022-ben 5 mérkőzés erejéig tagja volt a Ligue 1-ben szereplő első keretnek is. 2022. augusztus 31-én négyéves szerződést kötött a svájci első osztályban szereplő Luzern együttesével. Először a 2022. október 2-án, a Young Boys ellen hazai pályán 2–1-re elvesztett találkozó 70. percében, Sofyan Chader cseréjeként lépett pályára. Első gólját 2023. december 10-én, a Zürich ellen idegenben 1–1-es döntetlennel zárult mérkőzésen szerezte meg.

### A válogatottban
Klidjé az U21-es és az U23-as korosztályú válogatottakban is képviselte Togót.
2021-ben debütált a felnőtt válogatottban. Először a 2021. október 9-ei, Kongó ellen 1–1-es döntetlennel zárult VB-selejtező 80. percében, Kodjo Fo-Doh Labát váltva lépett pályára.

## Statisztika
2024. augusztus 11. szerint.
| Klub     | Szezon   | Bajnokság          | Bajnokság | Bajnokság | Kupa  | Kupa  | Nemzetközi | Nemzetközi | Összesen | Összesen |
| Klub     | Szezon   | Bajnokság          | Mérk.     | Gólok     | Mérk. | Gólok | Mérk.      | Gólok      | Mérk.    | Gólok    |
| -------- | -------- | ------------------ | --------- | --------- | ----- | ----- | ---------- | ---------- | -------- | -------- |
| Bordeaux | 2021–22  | Ligue 1            | 5         | 0         | 0     | 0     | —          | —          | 5        | 0        |
| Luzern   | 2022–23  | Swiss Super League | 14        | 0         | 0     | 0     | —          | —          | 14       | 0        |
| Luzern   | 2023–24  | Swiss Super League | 22        | 4         | 1     | 0     | —          | —          | 23       | 4        |
| Luzern   | 2024–25  | Swiss Super League | 4         | 3         | 1     | 2     | —          | —          | 5        | 5        |
| Összesen | Összesen | Összesen           | 45        | 7         | 2     | 2     | 0          | 0          | 47       | 9        |

### A válogatottban
| Válogatott | Év       | Pályára lépés | Gól |
| ---------- | -------- | ------------- | --- |
| Togo       | 2021     | 3             | 0   |
| Togo       | 2022     | 3             | 0   |
| Togo       | 2023     | 2             | 0   |
| Togo       | 2024     | 2             | 0   |
| Összesen   | Összesen | 10            | 0   |